# Rosa Morena
Manuela Pulgarín González (Badajoz, 11 de julho de 1940 – Badajoz, 4 de dezembro de 2019), mais conhecida pelo seu nome artístico Rosa Morena, foi uma cantora de copla, música popular e atriz espanhola. Alcançou sua popularidade na Espanha, nos anos 70, após ter viajado muito pela América e pelo Estados Unidos,  quando ainda era uma jovem com grande virtuosismo vocal e pouco conhecida em seu próprio país.

## Biografia

### Início da carreira
Rosa Morena nasceu na rua Felipe Checa na cidade de Badajoz, filha de um minerador de carvão e membro de uma família que foi concluída com um grande número de irmãos (oito). Aos 6 anos de idade, começou a cantar em sua terra natal, onde ganhou o primeiro prêmio em um concurso musical "Jueves infantiles", organizado em 1953 pelo locutor de rádio Julián Mojedano, no Teatro López de Ayala. Nesse evento, Rosa Morena imitou Antonio Molina, em "El macetero" e "A la sombra de un bambú" . Foi lá onde ela começou a se tornar conhecida através de apresentações no Radio Extremadura. Em seguida, com nove anos, se apresentou no espetáculo teatral Los nardos extremeños juntamente com os filhos de Porrina de Badajoz, em turnê por cidades na província de Badajoz. Foi neste em que o fenômeno dos miúdos maravilha estava se formando.
Aos doze anos de idade, que ela estreou em Madrid, ao lado do mestre Millán, no Cabalgata fin de semana de Bobby Deglané e José Luis Pécker na Radio Madrid, jogando "24 Cascabeles" de Antonio Molina. Teve a oportunidade de conhecer a Lola Flores, Concha Piquer e Antoñita Moreno. Tais emissões sobre produtores estrangeiros foram fixadas em ouvi-la cantar, então apresentado estudos para conhecer pessoalmente e lhe ofereceram um contrato artístico.
Nesta frase, ela começou a atuar em teatros como Circo Price, Victoria, entre outros, e começou a assinar contatos na Bélgica, França, Japão, América. Além disso, ela teve seu primeiro contato com o cinema, participando como figurante no filme Solomon e a rainha de Sabá (1959), de King Vidor, antes de embarcar para a conquista do continente americano.

### América

#### América latina
O primeiro lugar que ela visitou na América Latina foi Buenos Aires, fazendo sua estréia americana no programa "Circulares con Mancera", apresentado por Pipo Mancera para "Canal 9" (movendo-se mais tarde para o "Canal 13" e graduadas "Sábados circulares con Mancera"). Tal era a expectativa pela na transmissão, que Pipo Mancera, a batizou de "A bomba da Espanha", ecoando entre os jornais argentinos como Clarín. Algum tempo depois, "Canal 13" de Buenos Aires fez uma das suas favoritas.
No Peru, ela teve oportunidade de conhecer Chubby Checker, produtor este que propôs-lhe para levá-la para os Estados Unidos.
Assídua a atuar em hotéis de luxo como o Caribe Hilton, El Convento, o Casino de Viña del Mar, entre outros, alegando que em inúmeras ocasiões e dividindo o palco com artistas como Pepito Arvelo. Viajou por Equador, Venezuela, Costa Rica, El Salvador, Panamá, Santo Domingo, etc. Abriu o mercado para os artistas espanhóis, abrindo as portas de algumas casas noturnas permanecidas fechadas para eles.

#### Nova York
Ela foi para os Estados Unidos, onde estreou no "Liborio", o melhor cabaret latino de Nova York na década de 1960, onde atuou ao lado de artistas como Candido Camero, Celia Cruz e Olga Guillot, sendo descobertas por Morris Williams. Foi anunciada por jornais locais, como o The New York Times, a Variety ou a The New Yorker, sendo apelidada de "A Cinderela de Espanha", porque em uma de suas performances no "Liborio" perdeu o salto de um sapato.
Ela participou durante uma festa beneficente no Radio City Music Hall (Madison Square Garden), streaming ao vivo Teleton em formato WOR-TV (canal 9). Atuou com o guitarrista cubano bongosero Candido Camero e o espanhol Sabicas. Ela teve a oportunidade de encontrar Frank Sinatra, Dean Martin, Judy Garland e Sammy Davis, Jr., além disso, compartilhar o cartel com outras celebridades. Este evento foi organizado pela Fundação UCP (Unted Cerebral Palsy) em Nova York, presidido por Leo Hausman. A artista foi reconhecida em “Citation for Humanitarian Service and Outstanding Cooperation from United Cerebral Palsy of New York”. Posteriormente a esta gala, durante uma festa particular, atuou ao lado de Ella Fitzgerald, que fundiu o jazz com o flamenco.
Foi nomeado "A melhor artista da cidade de arranha-céus", sendo a primeira cantora de língua espanhola em adquirir este prêmio, que só tinha a bailarina Carmen Amaya.
Ela veio para atuar no The Ed Sullivan Show, principal programa da televisão dos Estados Unidos, retornando para compartilhar o cartel com Frank Sinatra, Dean Martin e Judy Garland.
Trabalhou em alguns dos clubes mais sofisticados em Manhattan, como "The Blue Angel" ou "The Viennese Lantern", onde a evidência da passagem de Rosa Morena, o turbilhão da Espanha moderna foram mantidos.
Ela também participou como um auxiliar no filme Robin Hood de Chicago (Robin and the 7 Hoods), estrelado por Frank Sinatra, Dean Martin, Sammy Davis Jr., entre outros.

### Retorno à Espanha
Mais tarde em seu retorno à Espanha, foi levada para Madrid, onde começou uma corrida altamente popular. A gravadora Discos Belter imediatamente o contratou para gravar pela gravadora, com alguns dos melhores compositores da época: o Maestro Quiroga, mestre Jaen, Francisco Naranjo, etc.
Foi quando descobriu o teatro através do programa de televisão "Grande parar". Alguns produtores do filme, gostaram de seu trabalho e foi contratada para dez filmes. Deles, só chegou a filmar "Flor salvaje" (1965), Javier Setó e "El secreto de las esmeraldas" (1966), Sebastián Almeida, por decisão do artista. Trabalhando com grandes atores da época, incluindo Luis Dávila, Antonio Prieto Puerto, Mónica Randall, Julio Pérez-Tabernero, entre outros. Ela se apresentou nas boates mais importantes de Espanha, destacando Pasapoga Music Hall, onde tornou-se para ser a primeira figura, enfatizando sua imagem na Gran Vía de Madrid, por um longo tempo e alcançar definitivamente conquistar o povo espanhol.

### Período de esplendor: década de 1970
Sua consagração veio da mão do sujeito "Échale guindas al pavo" em 1970, que foi uma versão pop que interpretado na época do Imperio Argentina e Lola Flores, mas com pouco sucesso de ambos. No entanto, a versão da Rosa Morena ficou bastante popularizada. A partir dai começou a misturar-se flamenco e pop, ela sendo um dos precursores do gênero, juntamente com Dolores Vargas e Encarnita Polo. Coroando-a como a "Rainha do pop flamenco".
Esta canção tornou-se n º 1 em Espanha e grande parte da América Latina, além disso, ser conhecido em grande parte da Europa, América do Norte e Japão.
Participou em numerosos programas especiais de televisão, destacando o programa de espanhol, dirigido por Valerio Lazarov, para a TVE em 1971. Sendo um programa musical que teve como convidado também a Lola Flores, Dolores Vargas, el Príncipe Gitano, Maruja Garrido e Salvador Dalí, entre outros. Todos cantaram ao ritmo de canções populares espanholas de rumba ou estrangeiros. Este programa foi premiado em Nova York pela "Associação de repórteres shows", depois de ter visto um ano inteiro de programação, nesta cidade, canais de língua espanhola, enfatizando as interpretações da Rosa Morena.
A cimeira do momento de sua carreira chegar da mão do programa de televisão, seu ar, Chicho Ibáñez Serrador para a TVE, em 1974. Onde a artista realizou um concerto com seus maiores sucessos na base militar de Alcalá de Henares (Madrid), cantando para pára-quedistas a pop ritmo flamenco. Esta questão foi controversa perda de sensualidade que a cantora apareceu naquele ano. Todo o sexo um símbolo no 70', Considerando que o público como o espanhol Marilyn Monroe.
Outro evento de sua carreira, foi um festival de música que teve lugar na Laayoune, capital do Saara, em honra dos espanhóis tropas durante a marcha verde. Realizada por dois dias no Tercio do Saara do Legião Don Juan da Áustria, quando for realizado antes de mais de 12 000 pessoas, chefes, oficiais e soldados. Karina, Lolita Sevilla, Peret, Arena Caliente e o humorista Chicho Gordillo também participaram.
Ela era a imagem de sexy pop flamenco da Espanha, que representava todos os anos em programas de televisão que incentivou Myrta Silva, a estrela de Porto Rico, em uma das principais estâncias de o Caribe, Nova York, Los Angeles, Chicago, Texas, etc. No ano de 1975 foi o mais fotografado e entrevistado em menina de Espanha, sendo a artista que mais cobertura, estrelou. Ele ganhou tal popularidade, que empresas de prestígio como a franquia americana Burger King, processou sua imagem para a inauguração do primeiro assentamento na Europa, sendo localizado em Madrid. O vivaz extremeña, imposta canto andaluz, anunciou shows, filme em Hollywood, viagens e sua fé que suas canções eram esmagadoramente populares em todos os lugares. Considerado o artista de  Extremadura, que chegou a mais.
Saudada pela comunidade gay na 70, alcançando a coroa como "rainha dos gays", em 1977, em Madrid. Momentos em que LGBT foram construindo movimentos a favor da liberdade sexual na Espanha.

### Festivais internacionais de música

#### Festival espanhol da Canção de Benidorm
O espanhol "Festival da canção de Benidorm" foi um evento musical organizado anualmente na cidade de Benidorm, que teve lugar a cada verão de 1959 a 2006. Era muito popular naqueles anos, então queria aparecer na competição de 1967. O gênero deste festival foi canção basicamente pop, então a artista teve seus primeiros contatos com esse estilo. Ele jogou "Mañana será otro día" e "Con dos barajas". A gala foi apresentada por Joaquín Soler Serrano, proclamada vencedor do concurso a canção "Entrer los dos", interpretada em duas versões, por Tony Dallara e Betina. Rosa Morena, ainda, uma das personalidades que causou mais emoção, não tem nenhuma das primeiras posições nas votações.

#### Festival de Split
O "Split Festival" ('Festival zabavne glazbe Split) é uma competição de música que é realizada anualmente na cidade de Split (Croácia) desde 1960, sendo o primeiro festival de música croata. Este evento é comemorado em "A Praça da República" ("Prokurative").
Rosa Morena representou a Espanha em 1970 com o tema "Você não vai me dar", composto de Aniano Alcalde e Alfonso Joaquín, que foi premiado com o "prêmio da crítica de Split'.
Nesse ano ganhou a vitória do concurso a cantora croata Radojka Šverko com a canção "Kud plovi ovaj brod"

#### Festival Internacional da Canção de Rio
Do Festival Internacional da Canção, coloquialmente conhecido como "FIC", era uma competição musical organizada anualmente no ginásio do Maracanãzinho (Rio de Janeiro, Brasil) durante o período de 1966-1972.
A artista de Extremadura era parte do festival em 1970, como o representante de Andorra, interpretando o tema Como um pájaro, composto por Joaquín Alfonso e Juan Barçons.
Conseguiu classificar, mas não conseguiu uma das primeiras posições. Por outro lado, ganhou a "crítica do Rio de Janeiro", sendo a artista mais fotografada no concurso. O prêmio foi um broche que consistia de um galo de ouro com pedras preciosas, desenhado por Ziraldo e feita por jóias H. Stern.
Também participou no festival Carmen Sevilla e Augusto Algueró, mas na condição de júri em nome da Espanha e o cantor espanhol Nino Bravo representando a Espanha com o tema de Elizabeth, consistindo de Duo dinámico. Além disso, outras personalidades como a cantora croata Radojka Šverko, líder da banda Ray Conniff, entre outros.
O primeiro prêmio do Galo de ouro foi dado ao cantor latino-americano Piero, interpretando a canção de "Pedro nadie", em nome da Argentina.

### Doença e retirada da vida pública
Sua carreira foi extensa e importante, gravando vários discos e também filmes; contudo foi interrompido por uma grave doença que lhe causou a perda de um pulmão, razão por que tinha que ser a tratamentos de radioterapia dilatada e forçando a longos períodos de descanso para recuperação, razões por que vi cenários remotos tempo. Além disso, deixando depois Sim, um contrato milionário para trabalhar em Hollywood, para a produção do filme empresa Paramount.

### Últimos trabalhos e morte
Depois de recuperar da doença, ela retornou a sua terra natal, e retomou as aulas de canto com o objetivo de ser capaz de retomar sua carreira novamente. Em 2012, a cantora anunciou durante uma entrevista para o programa "Nuestra tarde" (Canal Extremadura TV), a implementação de um novo projeto intitulado "Volviendo con mi gente". Em setembro do mesmo ano ela publicou o seu mais recente álbum intitulado "Soy fuego". Morena morreu de câncer de mama no dia 4 de dezembro de 2019 aos 78 anos.

## Discografia
Sua discografia foi a importância necessária para trazê-lo para o sucesso e popularidade, não só em seu país, mas também no exterior. Um de seus mais conhecidos, para que se tornou famoso em todo o mundo, foi a "Échale guindas al pavo". Ele ganhou reconhecimento como discos de ouro, Olé 70', Super canção nacional do verão 72' , entre outros.
- Belter 51.161 (1965): Malena / La adelfa / Tela del telón / Badajoz la tierra mía
- Belter 51.166 (1965): De Cuba a Puerto Rico / La bamba gitana / Tientos del silencio / Hava Nagila
- Belter 51.172 (1965): Por mi calle / Na más que un hombre / Que se detengan / Mi plegaria
- Belter 51.277 (1967): Naturaleza / Una farruca / Échale picante / Ni tú, ni tú
- Belter 51.279 (1967): Con el bongó / Por pura casualidad / Bolero por colombiana / Cumbia morena
- Belter 07.388 (1967): Mañana será otro día / Con dos barajas
- Belter 07.750 (1970): Échale guindas al pavo / Más vale tarde que nunca
- Belter 07.752 (1970): Me desperté llorando / Somos
- Belter 07.754 (1970): El Perepepepe / Quiero café
- Belter 07.807 (1970): Tú no me la das / Madre mía
- Belter 07.901 (1971): La hija de Don Juan Alba / Hay en el aire
- Belter 07.945 (1971): El gitano señorito / Llevo
- Belter 22.547 (1971): Ojos de color incierto
- Belter 08.100 (1972): El berebito / Tu estrella y la mía
- Belter 08.137 (1972): ¡Sereno...va! / Cucha niño
- Belter 08.161 (1972): Perdido amor / La gitana
- Belter 22.664 (1972): Sabor a menta / Shaon Pop / La Zarzamora
- Belter 08.252 (1973): Horas de amor / Extremadura
- Belter 08.299 (1973): Serva La Bari / La Lirio
- Belter 08.355 (1974): La rosa y el viento / Alí
- Hispavox 45-1218 (1975): Me quema la distancia / Uva madura
- Hispavox 45-1293 (1975): Que mírame / Perdida estoy
- Hispavox 45-1346 (1976): Qué más me da / Vete ya
- Hispavox 21-001 S (1976): Que mírame / No te quiero / Drácula / La fuerza de la costumbre / Uva madura / Me quema la distancia / Qué más me da / Perdida estoy / Que me dé / Vete ya
- Olympo L-407 La hija de don Juan Alba (1976): Que toma, toma, toma
- Euro-Music EM-1.006 (1977): Me siento feliz / Creo en el amor
- Euro-Music EM-1.027 (1977): Merecumbé / De tus labios yo quiero beber
- Corvox CV-10.009 (1977): Me siento feliz / Tiene poemas de amor / Ya verás / Sentir / Vete y hazlo / Merecumbé / Libre, libre, libre / De tus labios yo quiero beber / La Mami / Qué voy a hacer / Creo en el amor
- Corvox CV 10.080 (1979): Nada de ná / Para qué quieres volver
- Apolo Records, Tauro: T-3074 Lo mejor de Rosa Morena (1981): Como siempre / Penas de la Flamencona (C. Amaya - J. Galvao)
- Columbia MO 2150 (1982): Ese señor / Anda y ven
- Columbia CPS 9702 Ese señor (1982): Ese señor / Anda y ven / Donde me dejastes / Hueles a fresco / Con la leña de los dos / No me excita / Entre el amor y el silencio / He vuelto a nacer / Tu loco desatino / Como te he amado yo
- SM Servimusic CD-1000 Tela de Araña (1998): Tela de araña / Curro mi Curro / ¿A dónde vas? / Ámame / Cambio de amor/ Ganas de querer / Jaula de cristal / Pañolitos de seda / Sin él / Copla al viento
- Divucsa 37647 Échale guindas al pavo y otros éxitos (2006): Échale guindas al pavo / El gitano señorito / La hija de don Juan de Alba / La zarzamora / Quiero café / La rosa y el viento / Perdido amor / La Lirio / Serva la Bari / Tu estrella y la mía / La gitana / Somos / Hay en el aire / Que toma toma toma / Me desperté llorando
- KMC Soy fuego (2012): Sigue así / Dame el fuego De tus labios / El ritmo de la vida / Soy fuego / Voy / Tan de repente / Báilame moreno / Ya lo sé / Quién crees que eres tú / Y te dirán

## Filmografia
- Flor salvaje (Drama - 1965) juntamente com Luis Dávila, Antonio Prieto Puerto y Mónica Randall, dirigida por Javier Setó.
- El secreto de las esmeraldas (1966) juntamente com Julio Pérez Tabernero, Arturo Correa y Enrique Pontón, dirigida por Sebastián Almeida.
- Entre ríos y encinares (1971), documentário (NODO) dirigido por Julio Pérez Tabernero.

## Prêmios e homenagens
- Primer premio Artistas "Jueves infantiles" de Radio Extremadura en el Teatro López de Ayala (1953).
- Premio Educación y descanso (1953).
- Citation for Humanitarian Service and Outstanding Cooperation from United Cerebral Palsy of New York (1962)
- Premio de la Crítica de Nueva York (1962).
- Reina de los "VIII Seis Días Ciclistas de Madrid" (1967).
- Disco de Oro Colombiano (1968).
- Premio Ciudad de San Juan de Dios (1969).
- Premio de la Prensa del “V Festival Internacional de la Canción Popular de Río de Janeiro” (1970).
- Premio de la Crítica de Split (antigua Yugoslavia); (1970).
- Premio Los populares de Pueblo: Canción española (1971).
- Premio Olé 70 a la popularidad (1971).
- Primera "F" de famosa, formidable y fabulosa (1971).
- Primer premio Canción Flamenco POP: Trofeo Rizuca (1971).
- Premio Westinghouse (1971).
- Reina de La super canción nacional del verano 72' (1972).
- Premio Ondas (1972).
- "I" de Importante de España, de la Asociación de la Prensa (1975).
- Premio Dimas's (1976)
- Reina de los gays, por el club Durlach, Madrid (16/02/1977).
- Premio Populares Babieca 77 (1977)
- Premio Reina Castilla (1977).
- Premio Clash: Trayectoria artística (1982).
- Premio Teatro Avenida (1982).
- Premio ovación por Radio Popular - Radio España (1983).
- Premio cinematográfico Luis Buñel (1983).
- Premio Primera figura y creadora del flamenco pop (1998).
- Premio Artemi: Trayectoria artística (2000).
- Calle Rosa Morena, de Badajoz (2007).
- Premio CAB de Cine y TV (2010).
- Premio Grada: Trayectoria a toda una vida (2013).

### Outras fontes
- Rosa Morena (Manuela de Badajoz) (01/10/1957)
- Rosa Morena en el teatro “Circo Prince” (03/05/1959)
- Rosa Morena en el teatro “Victoria” (17/02/1960)
- Rosa Morena en "Villa Romana" (20/07/1961)
- Billboard: Rosa Morena (24/07/1961)
- The New York Times: Cabaret Tonight (28/10/1963)
- Variety: Rosa Morena en el Liborio, de Nueva York (27/11/1963)
- Rosa Morena en The Blue Angel, de Nueva York (01/01/1964)
- La primera película de Rosa Morena (28/11/1964)
- Rosa Morena en Pasapoga Music Hall (27/05/1965)
- Rosa Morena en Pasapoga Music Hall (29/05/1965)
- Rosa Morena en Pasapoga Music Hall (04/06/1965)
- Rosa Morena en Pasapoga Music Hall (10/06/1965)
- La primera película de Rosa Morena (20/07/1965)
- «Flor salvaje» primer film de Rosa Morena (21/07/1965)
- El jueves inician la filmación de “Alborada en Cartagena” / El Secreto de las Esmeraldas (29/10/1965)
- Llegaron a Bogotá los artistas Rosa Morena y Julio Tabernero (04/11/1965)
- Rosa Morena a Colombia (09/01/1966)
- Estreno de la película "Flor Salvaje" (31/03/1966)
- Rosa Morena: Boda en cierre (06/04/1967)
- El Festival de Benidorm (08/07/1967)
- Rosa Morena – Reina de los “VIII Seis Días de los ciclistas de Madrid” (07/11/1967)
- Rosa Morena en el "Festival de Cine Mediterráneo", en Rabat (25/09/1969)
- Rosa Morena representará a España en el próximo Festival de Split (14/07/1970)
- Rosa Morena en el Festival de Split (18/07/1070)
- Rosa Morena representará a España en un festival (24/07/1970)
- Fase internacional del “V Festival Internacional de la Canción Popular de Río de Janeiro” (1970). (20/10/1970)
- El “V FIC” comienza la segunda fase sin el jurado estar definido (21/10/1970)
- Rosa Morena, premio de la prensa en le festival de Río (05/11/1970)
- Rosa Morena y Carmen Sevilla en el Festival de Río de Janeiro (07/11/1970)
- Fútbol y ¡Olé! (05/01/1971)
- Flamenco Pop: Rosa Morena (28/11/1970)
- Embajada artística española al extranjero (01/12/1970)
- Rosa Morena en el "Festival de Reyes" (08/01/1971)
- «A la española» un programa «folk» con Rosa Morena (10/06/1971)
- Rosa Morena entrega el Premio de la "F" de famosa, formidable y fabulosa (27/11/1971)
- La canción del verano: "El berebito" (30/05/1972)
- Rosa Morena: ¿En ruta hacia Hollywood? (23/06/1972)
- Rosa Morena en la presentación del libro “Maremagnum” de Juan Plá (13/12/1972)
- Rosa Morena: una extremeña en los cantes (24/12/1972)
- Rosa Morena solidaria con Nicaragua (31/12/1972)
- Rosa Morena: Fotografía (19/06/1973)
- Rosa Morena regresa de Boston y Hollywood (26/05/1974)
- Rosa Morena: Despiste y ambiciosas preferencias (09/06/1974)
- Rosa Morena inaugura “Burger King” en Madrid (05/07/1975)
- Rosa Morena rechaza actuar en el programa “Directísimo” de José María Íñigo (09/08/1975)
- Rosa Morena y la teoría de la cebolleta (22/11/1975)
- Rosa Morena en el Hotel Tamanaco de Caracas, Venezuela (11/11/1976)
- La cantante Rosa Morena gana un pleito a su casa de discos (09/02/1079)
- Rosa Morena (09/02/1079)
- El regreso de Rosa Morena (03/05/1979)
- ROSA MORENA «Corvox» (01/07/1979)
- Perico Fernández con Rosa Morena (13/09/1979)
- Rosa Morena en México (14/05/1982)
- Rosa Morena: La precursora del despelote nacional (09/11/1982)
- Rosa Morena tiene tres hombres en tres países distintos (25/01/1983)
- La memoria audiovisual de España: Rosa Morena (09/11/1986)
- Karaoke de Rosa Morena (27/11/1993)
- Rosa Morena, la canción con desparpajo (18/02/2006)
- La minería en el cine: El secreto de las esmeraldas (2007)
- Rosa Morena (05/05/2009)
- Rosa Morena en reportaje para el periódico HOY.es (21/03/2009)
- 60 imágenes, de Rosa Morena a Chucho Valdés (24/10/2009)
- Presentación del libro Historias con música (15/04/2010)
- Rosa Morena: Premio CAB de Cine y TV 2010 (03/06/2010)
- Rosa Morena: Luchar y triunfar en el López de Ayala (16/11/2011)
- Gran Café Victoria: Presentación del premio FEHR y el libro Momentos literarios VII (01/12/2011)
- Revista LA COPLA, numero 9 del mes de mayo de 2012
- Rosa Morena en mi memoria, por José Manuel Villafaina
- Premio 'A toda una vida' a la artista Rosa Morena
- Flamenco solidario en Arroyo de San Serván (05/07/2013)
- Rosa Morena. Una vida de arte. Revista Grada. 72 (15/10/2013)
- Premios Ciudad de Badajoz 2013